# Eulophia chilangensis
Eulophia chilangensis är en orkidéart som beskrevs av Victor Samuel Summerhayes. Eulophia chilangensis ingår i släktet Eulophia och familjen orkidéer. Inga underarter finns listade i Catalogue of Life.